# Marshallville (Ohio)
Marshallville és una població dels Estats Units a l'estat d'Ohio. Segons el cens del 2000 tenia 826 habitants.

## Demografia
Segons el cens del 2000, Marshallville tenia 826 habitants, 302 habitatges, i 233 famílies. La densitat de població era de 569,5 habitants per km².
Dels 302 habitatges en un 39,4% hi vivien nens de menys de 18 anys, en un 66,2% hi vivien parelles casades, en un 7,6% dones solteres, i en un 22,8% no eren unitats familiars. En el 19,9% dels habitatges hi vivien persones soles el 9,6% de les quals corresponia a persones de 65 anys o més que vivien soles. El nombre mitjà de persones vivint en cada habitatge era de 2,74 i el nombre mitjà de persones que vivien en cada família era de 3,14.
Per edats la població es repartia de la següent manera: un 29,3% tenia menys de 18 anys, un 6,8% entre 18 i 24, un 32% entre 25 i 44, un 21,7% de 45 a 60 i un 10,3% 65 anys o més.
L'edat mediana era de 35 anys. Per cada 100 dones de 18 o més anys hi havia 94,7 homes.
La renda mediana per habitatge era de 42.632 $ i la renda mediana per família de 44.722 $. Els homes tenien una renda mediana de 31.250 $ mentre que les dones 23.125 $. La renda per capita de la població era de 14.156 $. Aproximadament el 3,3% de les famílies i el 5,9% de la població estaven per davall del llindar de pobresa.

## Poblacions més properes
El següent diagrama mostra les poblacions més properes.